# Jussi Makkonen
Jussi Makkonen (* 24. April 1985 in Turku) ist ein finnischer Eishockeyspieler, der seit April 2016 bei Porin Ässät in der Liiga unter Vertrag steht.

## Karriere
Jussi Makkonen begann seine Karriere als Eishockeyspieler in seiner Heimatstadt bei Kiekko-67 Turku, in dessen Nachwuchsabteilung er bis 2002 aktiv war. Anschließend wechselte der Angreifer zu den A-Junioren des Stadtrivalen TPS Turku, für dessen Profimannschaft er in der Saison 2003/04 sein Debüt in der SM-liiga gab. Nach zwei Einsätzen in der Hauptrunde stand er auch in den Playoffs um die Meisterschaft, in deren Finale TPS dem Rivalen Kärpät Oulu unterlag, in einem Spiel auf dem Eis. In der folgenden Spielzeit lief er hauptsächlich für TuTo Turku in der zweitklassigen Mestis auf, absolvierte jedoch auch zehn weitere Einsätze für TPS in der SM-liiga, in der er anschließend bis zu seinem Wechsel zu HPK Hämeenlinna im Laufe der Saison 2007/08 Stammspieler war.
Bei HPK entwickelte sich Makkonen zu einem Leistungsträger, so dass er in der Saison 2008/09 in insgesamt 63 Spielen 29 Tore erzielte und 33 Vorlagen gab. Daraufhin wurde der Finne vom HK Dinamo Minsk aus der Kontinentalen Hockey-Liga verpflichtet. Nach 17 Einsätzen in der KHL schickte der Club Makkonen über den Waiver zum Partnerteam HK Schachzjor Salihorsk, das an der belarussischen Extraliga teilnimmt.
Im Dezember 2009 verließ Makkonen Belarus nach einem Spiel für Schachzjor und wurde von den Frölunda Indians unter Vertrag genommen. Doch auch hier blieb Makkonen nicht lange, sondern wechselte im Januar 2010 zu JYP Jyväskylä. Im Dezember des gleichen Jahres kehrte er zu seinem Ex-Verein TPS Turku zurück, bei dem er die Saison 2010/11 beendete. Zur folgenden Spielzeit wurde er von Tappara Tampere verpflichtet. Mit Tappara gewann er 2013 die finnische Vizemeisterschaft. Nach diesem Erfolg verließ er den verein und spielte zunächst für LeKi in der Mestis, ehe er Anfang Oktober 2013 einen Probevertrag von den Espoo Blues erhielt, der Ende des gleichen Monats bis zum Saisonende verlängert wurde. In der Saison 2015/16 fungierte er zunächst als Assistenzkapitän der Mannschaft, bevor er im Januar 2016 bis Saisonende an den Ligakonkurrenten TPS ausgeliehen wurde.

### International
Für Finnland nahm Makkonen an der U20-Junioren-Weltmeisterschaft 2005 teil, bei der er mit seiner Mannschaft den fünften Platz belegte.

## Erfolge und Auszeichnungen
- 2004 Finnischer Vizemeister mit TPS Turku
- 2009 Aarne-Honkavaara-Trophäe